# 化鯨
化鯨（ばけくじら、化け鯨）は、日本の妖怪。白い骨格のみの姿をしたクジラであり、骨鯨（ほねくじら）とも呼ばれる。

## 伝承
まだ日本海でも多くのクジラが獲れた時代（同海域は古来「鯨海」と呼ばれた）、出雲国（現・島根県北東部）は島根半島での話。

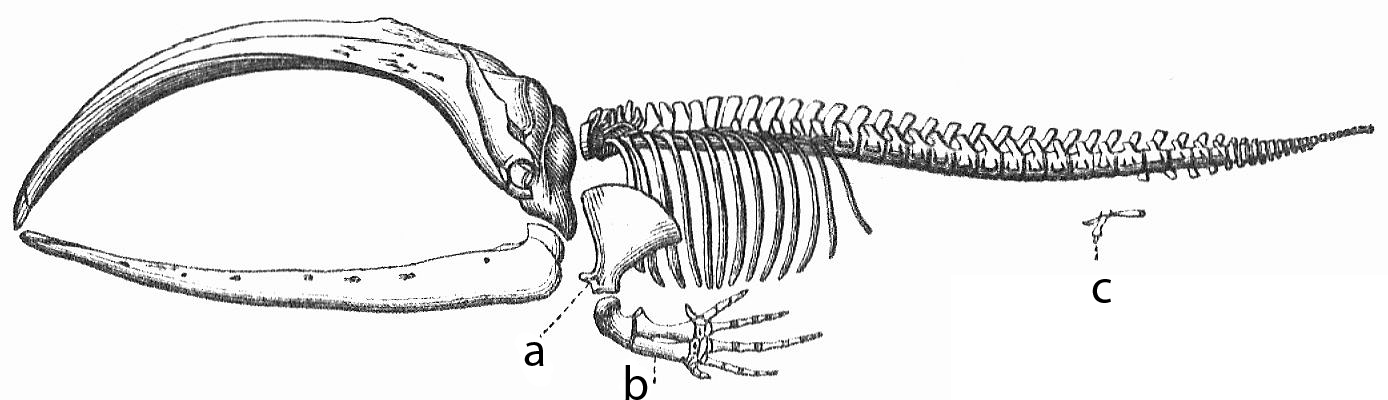
参考 : セミクジラの骨格

ある雨の夜、沖合いから大きくて白い何者かが海岸へと近づいてきた。漁師たちが眼を凝らして見ると、どうやらそれはクジラらしいと分かったので、いそいそとこぞって舟を漕ぎ出していつもの漁にかかったが、いくら銛を投げ込んでもその獲物はビクともしない。
不思議に思ってよく見れば、獲物と映っていた大きな体はただ白い骨ばかりのヒゲクジラで、皮や肉はどこにも見当たらなかったという。
そのうち、あたり一面は奇妙な姿の魚で満ち溢れ、さらには妖しげな鳥までが目の前に現れたが、潮が引くに連れて、それらは何事も無くはるか沖の彼方へと去って行った。
漁師たちはこの怪を、死んだクジラが怨霊となって現れたものだろうと噂し合った。なお、これよりのち化鯨が現れたことは一度も無い。
また、1983年春には石川県鳳至郡（現・鳳珠郡）穴水町の前波漁港で、沖合い500メートルで巨大な骨格らしき物体が引き上げられ、「骨くじら」と呼ばれてマスコミに報道された事例もある。全長5メートル、太さは50センチメートルから1.5メートルにもおよび、現地の漁労長は、クジラの骨だとすれば全長100メートルもあるだろうと語っている。

## 化鯨の祟り?
妖怪漫画を生業とする漫画家・水木しげるは、紙芝居を描いていた1950年代、化鯨の話に執りかかったところ急な高熱に倒れて制作を断念したという。あのときは化鯨に祟られたのではなかったかと、水木は後年の著書の中で述べている。後に化鯨は『ゲゲゲの鬼太郎』アニメ第4作や漫画『妖怪千物語』にも登場した。どちらでも、神聖で善良な存在として鬼太郎達を助けたが、アニメの最初の登場話を担当した脚本家の一人・橋本裕志は水木の様に祟られるのではないかと心配したと言う。
ただし、『別冊新評 水木しげるの世界』では高熱に苦しんだのは「化け鯨」ではなくて「化けガラス」の制作中だとされている。
また、島根の隠岐周辺はクジラにまつわる伝説が多いが、隠岐の知夫湾に明和元年にクジラが流れ着いて以来、火災や疫病などの災いが続いたことがあった。これはクジラの祟りと考えられ、クジラの霊を慰めるために手踊りを奉納したのが、一宮神社奉納歌舞伎のはじまりといわれている。